# 佐藤質
佐藤 質（さとう ただす、1889年（明治22年）3月11日 - 1959年（昭和34年）12月10日）は、大日本帝国陸軍軍人。最終階級は陸軍中将。

## 経歴
1889年（明治22年）に宮城県で生まれた。陸軍士官学校第22期卒業。1937年（昭和12年）に陸軍工兵大佐に進級し、鉄道第1連隊長に就任した。同年12月に第3鉄道隊司令官に転じ、1940年（昭和15年）8月1日に陸軍少将に進級。同年8月22日に関東軍鉄道隊長、1941年（昭和16年）に第3鉄道監を経て、1944年（昭和19年）に第4野戦鉄道司令官（第6方面軍）に転補し、湘桂作戦での鉄道輸送を指揮した。同年10月に陸軍中将に進級し、東部軍司令部附を経て、1945年（昭和20年）2月1日に東部軍管区司令部附となり、2月21日に予備役に編入された。
1947年（昭和22年）11月28日、公職追放仮指定を受けた。

## 栄典
勲章
- 1933年（昭和8年）5月10日  - 勲二等瑞宝章[5]

外国勲章佩用允許
- 1944年（昭和19年）3月30日 - 満州国：勲二位景雲章[6]